# Колесник Микола Іванович
Мико́ла Іва́нович Коле́сник (нар. 6 листопада (25 жовтня) 1887, Київ — пом. 1962, Львів) — український драматичний актор і співак (тенор), хорист, танцюрист, костюмер. Відомий за виступами в Театрі Миколи Садовського і Львівському театрі опери і балету.

## Життєпис
Народився 25 жовтня 1887 у Києві. Навчався на юридичному факультеті Університету св. Володимира. Вокальну освіту здобув приватно у В. Кружиліної (Київ).
Про його роботу в театрі Садовського Василь Василько згадував таке: «Вступив до складу трупи в 1908 році. Грав невеличкі характерні ролі, переважно комедійного плану… Співав у хорі (тенор) і дуже добре танцював. За сумісництвом був завідувачем костюмерним цехом. Добре знав крій українських костюмів, тому костюми до кожної вистави завжди були витримані в певному стилі».
Софія Тобілевич згадувала, що в молоді роки М. Колесника ставили на побутові ролі, в яких він «гарно виконував саме українські типи і мало підходив для відображення персонажів іншої категорії».
Працюючи в театрі Садовського, знімався в кіно в 1911—1912 роках (зокрема в екранізації п'єси С. Г. Зіневича «Пан Штукаревич, або Оказія якої не бувало»).
Згодом як оперний співак виступав на сценах Києва, Харкова, Одеси, у пересувному Дніпропетровському робітничому оперному театрі (1928—1932). З 1938 виступав як концертний співак, гастролював містами СРСР (виконував твори українських, російських, зарубіжних композиторів і народні пісні). 1945—1958 — соліст Львівського театру опери та балету.
Помер у Львові в 1962 році.

## Ролі
- Фурман («Казка старого млина» С. Черкасенка)
- Писар («Зальоти соцького Мусія» М. Кропивницького)
- Лопуцьковський («Шельменко-денщик» Г. Квітки-Основ'яненка)
- Органіст («Зачароване коло» Л. Риделя)

## Партії
- Андрій («Запорожець за Дунаєм» С. Гулака-Артемовського)
- Петро («Наталка Полтавка» М. Лисенка)
- Ленський («Євгеній Онєгін» П. Чайковського)
- Берендей («Снігуронька» М. Римського-Корсакова)
- Альфред («Травіата» Дж. Верді)
- Фауст («Фауст» Ш. Ґуно)
- Альмавіва («Севільський цирульник» Дж. Россіні)
- Джеральд («Лакме» Л. Деліба).